# František Dlouhý (sociální demokrat)
František Dlouhý (10. února 1889 Dražejov – 7. června 1956 Prachatice) byl československý politik a meziválečný poslanec Národního shromáždění za Československou sociálně demokratickou stranu dělnickou.

## Biografie
Byl československým legionářem v Rusku. Profesí byl od roku 1922 okresní školní inspektor v Prachaticích. Podle údajů z roku 1935 bydlel v Prachaticích.
Po parlamentních volbách v roce 1929 získal mandát v Národním shromáždění za sociální demokraty. Mandát ale získal až roku 1933 jako náhradník poté, co rezignoval poslanec František Staněk. Křeslo obhájil i v parlamentních volbách v roce 1935. Poslanecký post si oficiálně podržel do zrušení parlamentu roku 1939, přičemž v prosinci 1938 ještě přestoupil do poslaneckého klubu nově utvořené Národní strany práce.
Po roce 1938 musel opustit Prachatice a odstěhoval se s rodinou do Tábora. Za druhé světové války byl vězněn nacisty. Již 1. září 1939 ho zatklo gestapo. Byl vězněn v koncentračních táborech Terezín, Dachau a Buchenwald.
Po roce 1945 se stal členem Krajského národního výboru, později Okresního národního výboru v Táboře. V létě roku 1945 se stal zemským školním radou a přesídlil do Prahy, kde působil jako zemský školní inspektor. Po únorovém převratu se roku 1949 stáhl z veřejného života a odešel do penze. Vrátil se do Prachatic, kde zemřel roku 1956.